# Innocente Salvini

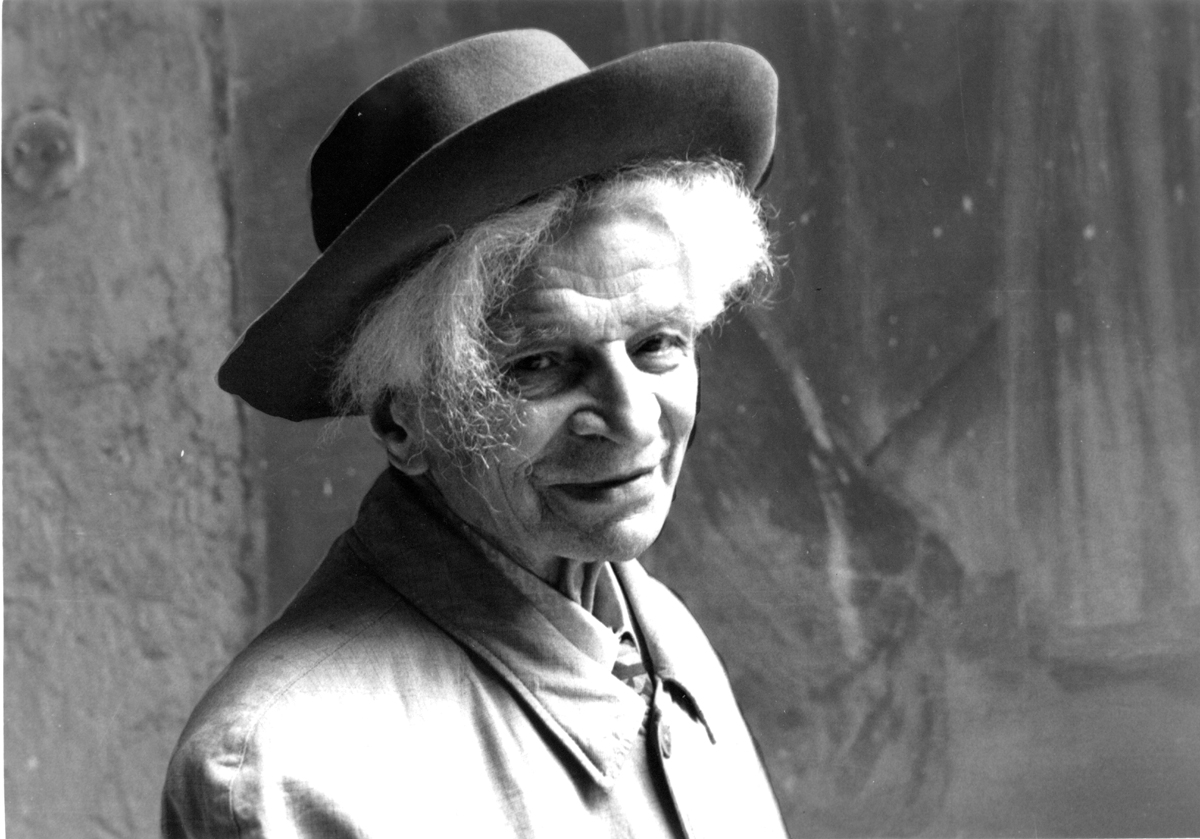
Il maestro nel suo studio nel 1977.

Innocente Salvini (Cocquio-Trevisago, 13 maggio 1889 – Cocquio-Trevisago, 23 gennaio 1979) è stato un pittore italiano.

## Biografia
Fondamentalmente autodidatta, ha seguito corsi all'Umanitaria e all'Accademia di Brera, a Milano. Viene scoperto da Carlo Ernesto Accetti.
Si è rivelato nel 1948 con una mostra personale presso la Galleria Annunciata di Milano e successivamente alla XXV Biennale di Venezia. È rimasto sempre un indipendente, non inquadrabile nelle correnti artistiche contemporanee. Suoi temi artistici prediletti sono stati la propria famiglia e la vita contadina, riprodotti con uno stile coloristico di tipo espressionista, in cui prevalgono il verde, il giallo e il rosso. Alcune sue opere sono conservate nei Musei Vaticani. Ha eseguito un affresco su una parete di Arcumeggia: La ripartizione della polenta in famiglia.

## Collocazione delle Opere
- Museo Innocente Salvini, Cocquio Trevisago (VA)
- Collezione d'Arte Religiosa Moderna dei Musei Vaticani, Città del Vaticano
- Civico Gabinetto dei Disegni del Castello Sforzesco, Milano
- l fratello Giuseppe, Museo arte Gallarate, Gallarate
- Museo di Arte Moderna e Contemporanea del Castello di Masnago, Varese
- Ospedale del Circolo - Camera di Commercio - Villa Recalcati, Varese
- Laveno Mombello - Palazzo Comunale - Scuola Media - Chiesa S. Filippo e Giacomo
- La ripartizione della polenta in famiglia, Arcumeggia - Palazzo Comunale
- Gemonio -  Palazzo Comunale - Chiesa di S. Rocco
- Cocquio Trevisago - Chiesa di S. Andrea
- Gavirate - Scuola Elementare
- Caravate - Convento Padri Passionisti
- Gentilino - Lugano (Svizzera) - Palazzo Comunale